# Diocesi di Eunápolis
La diocesi di Eunápolis (in latino: Dioecesis Eunapolitana) è una sede della Chiesa cattolica in Brasile suffraganea dell'arcidiocesi di San Salvador di Bahia. Nel 2021 contava 246.680 battezzati su 501.000 abitanti. È retta dal vescovo José Edson Santana de Oliveira.

## Territorio
La diocesi comprende 8 comuni nella parte sud-orientale dello stato brasiliano di Bahia: Eunápolis, Belmonte, Guaratinga, Itabela, Itagimirim, Itapebi, Porto Seguro e Santa Cruz Cabrália.
Sede vescovile è la città di Eunápolis, dove si trova la cattedrale di Nostra Signora Ausiliatrice (Nossa Senhora Auxiliadora).
Il territorio si estende su 12.133 km² ed è suddiviso in 45 parrocchie.

## Storia
La diocesi è stata eretta il 12 giugno 1996 con la bolla Apostolicum munus di papa Giovanni Paolo II, ricavandone il territorio dalle diocesi di Itabuna e di Teixeira de Freitas-Caravelas.

## Cronotassi dei vescovi
Si omettono i periodi di sede vacante non superiori ai 2 anni o non storicamente accertati.
- José Edson Santana de Oliveira, dal 12 giugno 1996

## Statistiche
La diocesi nel 2021 su una popolazione di 501.000 persone contava 246.680 battezzati, corrispondenti al 49,2% del totale.
| anno | popolazione | popolazione | popolazione | presbiteri | presbiteri | presbiteri | presbiteri                | diaconi | religiosi | religiosi | parrocchie |
| anno | battezzati  | totale      | %           | numero     | secolari   | regolari   | battezzati per presbitero | diaconi | uomini    | donne     | parrocchie |
| ---- | ----------- | ----------- | ----------- | ---------- | ---------- | ---------- | ------------------------- | ------- | --------- | --------- | ---------- |
| 1999 | 400.000     | 460.000     | 87,0        | 15         | 8          | 7          | 26.666                    |         | 9         | 23        | 14         |
| 2000 | 430.000     | 500.000     | 86,0        | 24         | 14         | 10         | 17.916                    |         | 15        | 27        | 18         |
| 2001 | 480.000     | 530.000     | 90,6        | 27         | 16         | 11         | 17.777                    |         | 26        | 31        | 25         |
| 2002 | 530.000     | 610.000     | 86,9        | 35         | 23         | 12         | 15.142                    |         | 16        | 35        | 34         |
| 2003 | 534.485     | 614.485     | 87,0        | 35         | 26         | 9          | 15.271                    |         | 16        | 37        | 36         |
| 2004 | 534.485     | 614.485     | 87,0        | 35         | 26         | 9          | 15.271                    |         | 16        | 37        | 36         |
| 2006 | 536.253     | 627.195     | 85,5        | 45         | 31         | 14         | 11.916                    |         | 32        | 40        | 40         |
| 2013 | 589.000     | 686.000     | 85,9        | 62         | 45         | 17         | 9.500                     |         | 37        | 35        | 45         |
| 2016 | 604.000     | 704.000     | 85,8        | 58         | 53         | 5          | 10.413                    |         | 15        | 32        | 45         |
| 2019 | 222.500     | 451.970     | 49,2        | 56         | 46         | 10         | 3.973                     |         | 23        | 38        | 45         |
| 2021 | 246.680     | 501.000     | 49,2        | 54         | 44         | 10         | 4.568                     |         | 18        | 28        | 45         |